# Bayerlocke
Bayerlocke (Leiobunum limbatum) är en spindeldjursart som beskrevs av Ludwig Carl Christian Koch 1861. Bayerlocke ingår i släktet Leiobunum, och familjen långbenslockar. Arten har ej påträffats i Sverige.